# Jana funebris
Jana funebris är en fjärilsart som beskrevs av M.Gaede 1927. Jana funebris ingår i släktet Jana och familjen Eupterotidae. Inga underarter finns listade i Catalogue of Life.